# Полет 691 на „Йети Еърлайнс“
Полет 691 на „Йети Еърлайнс“ е редовен вътрешен пътнически полет от международното летище „Трибхуван“, Катманду, до международното летище „Покхара“, Покхара, Непал, управляван от „Йети Еърлайнс“. На 15 януари 2023 г. самолетът ATR 72-500, който изпълнява полета, се разбива при кацане в Покхара, при което загиват всички 68 пътници и 4 членове на екипажа на борда. Видео, заснето от земята, показва как машината се накланя стръмно наляво, преди да се разбие. Друго видео, излъчено на живо във „Фейсбук“ от вътрешността на самолета от пътника Сону Джайсвал, показва, че пътниците не са наясно със ситуацията секунди преди удара.
Окончателният доклад потвърждава предварителните констатации, че случайна промяна на позицията на двата лоста за управление на витлата довежда до загуба на тяга, а оттам на аеродинамичен срив и катастрофа. Установено е, че нито авиокомпанията, нито регулаторът одобряват използваната схема за подход, така че препоръките на екипа за управление на риска за безопасност на регулатора не са приложени. За инцидента допринасят голямото натоварване на екипажа, липса на подходящо обучение, неефективно управление на ресурсите на екипажа, липса на дисциплина в пилотската кабина и неспазване на стандартните оперативни процедури.
Това е най-тежкият авиационен инцидент в Непал след катастрофата при полет 268 на „Пакистан Интернешънъл Еърлайнс“ през 1992 г., най-смъртоносният авиационен инцидент във вътрешната авиация на Непал, и най-смъртоносният инцидент с участието на ATR 72.